# Sjenica

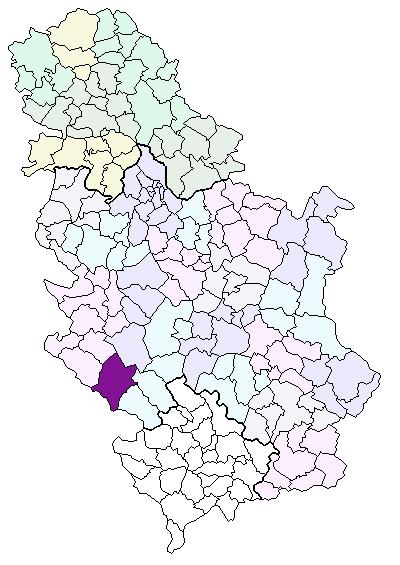
Sjenica i Serbien

Sjenica (kyrilliska: Сјеница) är en stad och kommun i Serbien på gränsen till Montenegro i den historiska regionen Sandžak. Staden har 16 161 invånare (kommunen har 28 970). 

## Historia
Sjenica styrdes under Osmanska riket av beger. Människorna inom Begens landområden inklusive "Pester" fick betala in skatt till Begen i utbyte av skydd, mat och rådgivning.
Efter första världskriget tillföll staden Jugoslavien. Begernas jord konfiskerades och de förlorade sin makt. Begen, som hade en egen privat armé kämpade emot tillsammans med grannstädernas beger och deras arméer men fick ge upp då inga vidare förstärkningar och vapenleveranser kom in från det alltmer tillbakadragande Osmanska riket.
Efter det kommunistiska övertagandet fick begerna byta efternamn till Begović. [källa behövs]

## Demografi
Enligt folkräkningen 2002 var 75,34% av kommunens invånare bosniaker medan 20,50% var serber.

## Politik
De största politiska partierna i Sjenica är SDA och SDP. Valet år 2006 vann SDA.

## Sport
År 2005 hölls Sandžaks årliga idrottstävlingar i Sjenica.[källa behövs]